# Кооперативний будинок №19 на Римарській
Кооперативний будинок № 19 на Римарській — шестиповерхова будівля в історичному центрі Харкова, на Римарській вулиці, збудована в стилі північний модерн, за проєктом архітектора Олександра Ржепішевського.

## Історія
Будинок зведено за проєктом архітектора Олександра Ржепішевського в 1914 році. Інколи датою будівництва називають 1915 рік. Будівля виконана в стилі північний модерн. Асиметричний фасад прикрашений невеликою кількістю ліпнини, барельєфів та скульптур. Фасад прикрашають 7 еркерів з великими дерев'яними вікнами. Будинок має пірамідальний дах і вежі. Всередині збереглися каміни, барельєфи й балюстради на сходах. Будівля розподілена на 3 секції з двома 4–5 кімнатними квартирами на одну.
Будинок був збудований за новою ідеєю компанійських будівель. Це був другий після будівлі на Римарській, 6, збудованій у 1912 році, подібний будинок у Харкові. Ржепішевський — один з ініціаторів створення в Російській імперії «Товариства приватних квартир», яке можна вважати прообразом сучасних будівельних кооперативів. У квартирі № 7 проживав сам архітектор і його сім'я, а в решті лікарі, інженери, художники, вчителі тощо. У будинку було обладнано приватну лікарню, архітектурне бюро Ржепішевського та майстерні.
У 1920 році будівля була націоналізована та перетворена на комуналку. З 1925 до 1930 року у будинку проживав відомий український поет Микола Хвильовий. Також тут жив український художник-авангардист Олександр Шевченко, а в 1930 році, на третьому поверсі у квартирі Мейтусів, одружилися Клавдія Шульженко і Володимир Кораллі.
1992 року на фасаді будівлі було встановлено меморіальну табличку на честь Олександра Шевченка. Згодом табличку вкрали та досі не відновили. У 1993 році встановлено меморіальну дошку, присвячену Миколі Хвильовому.

## Руйнація
У 1992 році будівлю було визнано аварійною, а з 2003 року почали просідати балки. Деякі з них у 2013 році прогнулися вже на 40 сантиметрів. У 2011 році перебудовано дерев'яний балкон 4 поверху. Влітку 2013 року розпочато реконструкцію будівлі. Тендер виграла компанія ТОВ "СК «Харківбудмонтаж», а вартість склала 2,5 млн гривень. Скульптури трьох ангелів зняли з будівлі, розрізали та вивезли разом із будівельним сміттям. Робітники стверджували, що скульптури є аварійними та можуть впасти. Планувалося також демонтувати 3 скульптури у внутрішньому дворі. Мер міста Геннадій Кернес обіцяв завершення реконструкції до літа 2014 року, але будівництво не було завершене вчасно.
У 2017 році міськрада виділила на ремонт будівлі ще 3 млн гривень попри те, що в червні 2018 року мешканці скаржилися на неякісний ремонт. У липні 2018 року активісти групи #SaveKharkiv закликали владу міста зупинити руйнування пам'яток архітектури. Вони наголосили, що мешканці будинку по вулиці Римарській, 19 самостійно, без погодження з управлінням архітектури та містобудування, реконструюють будівлю, добудовують балкони, встановлюють кондиціонери та демонтують декоративні елементи фасаду. У 2018 році на будівлі встановлено нові скульптури ангелів. Вони не схожі на оригінальні та повернуті в іншу сторону.
У грудні 2021 року на будівлі намалювали стінопис до 300–річчя від дати народження Григорія Сковороди. У 2022 році поруч із будинком влучила російська ракета, в результаті чого пошкоджено фасад та вибито вікна 1 поверху.

## Галерея

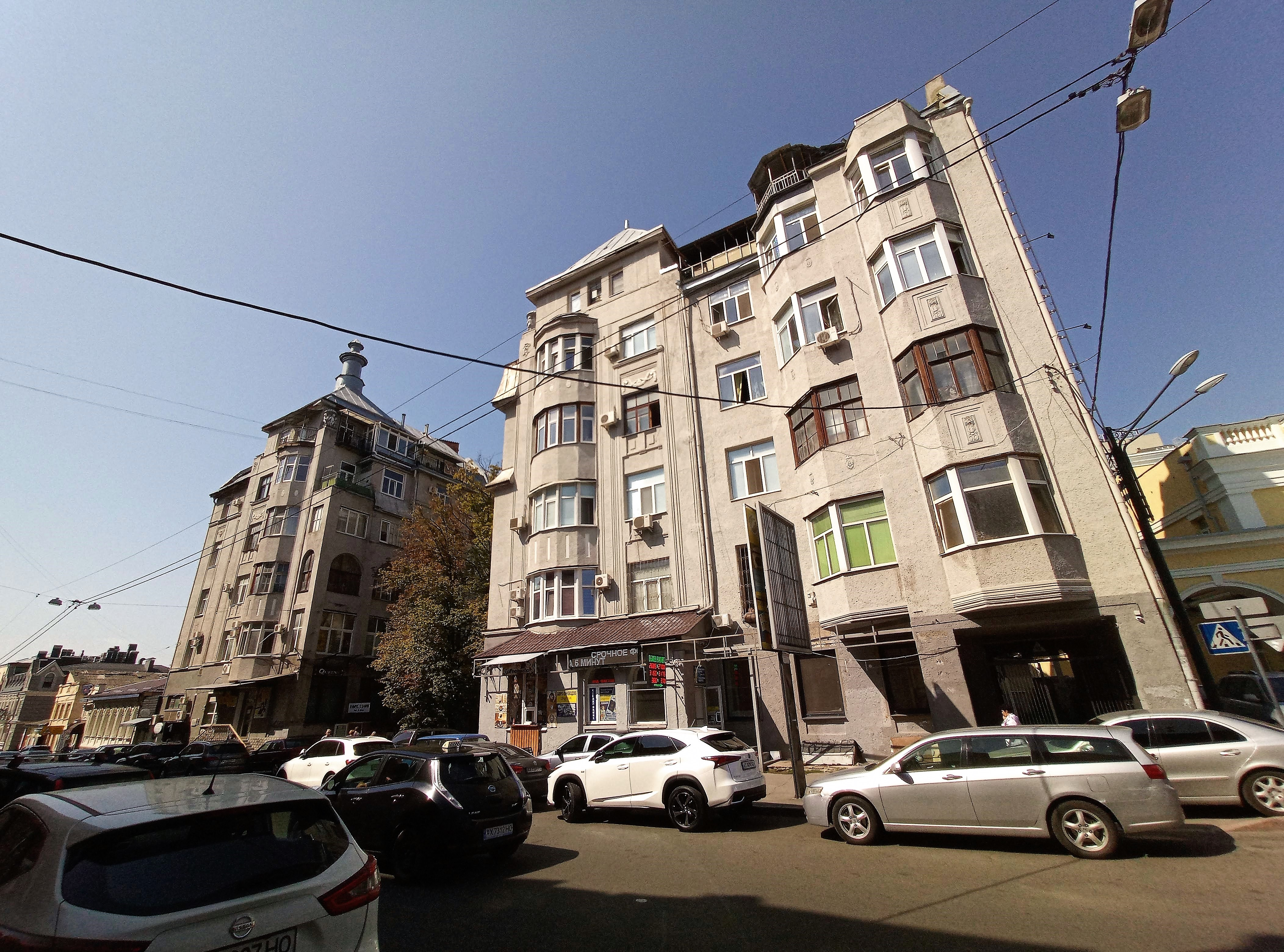
Загальний вигляд будівлі
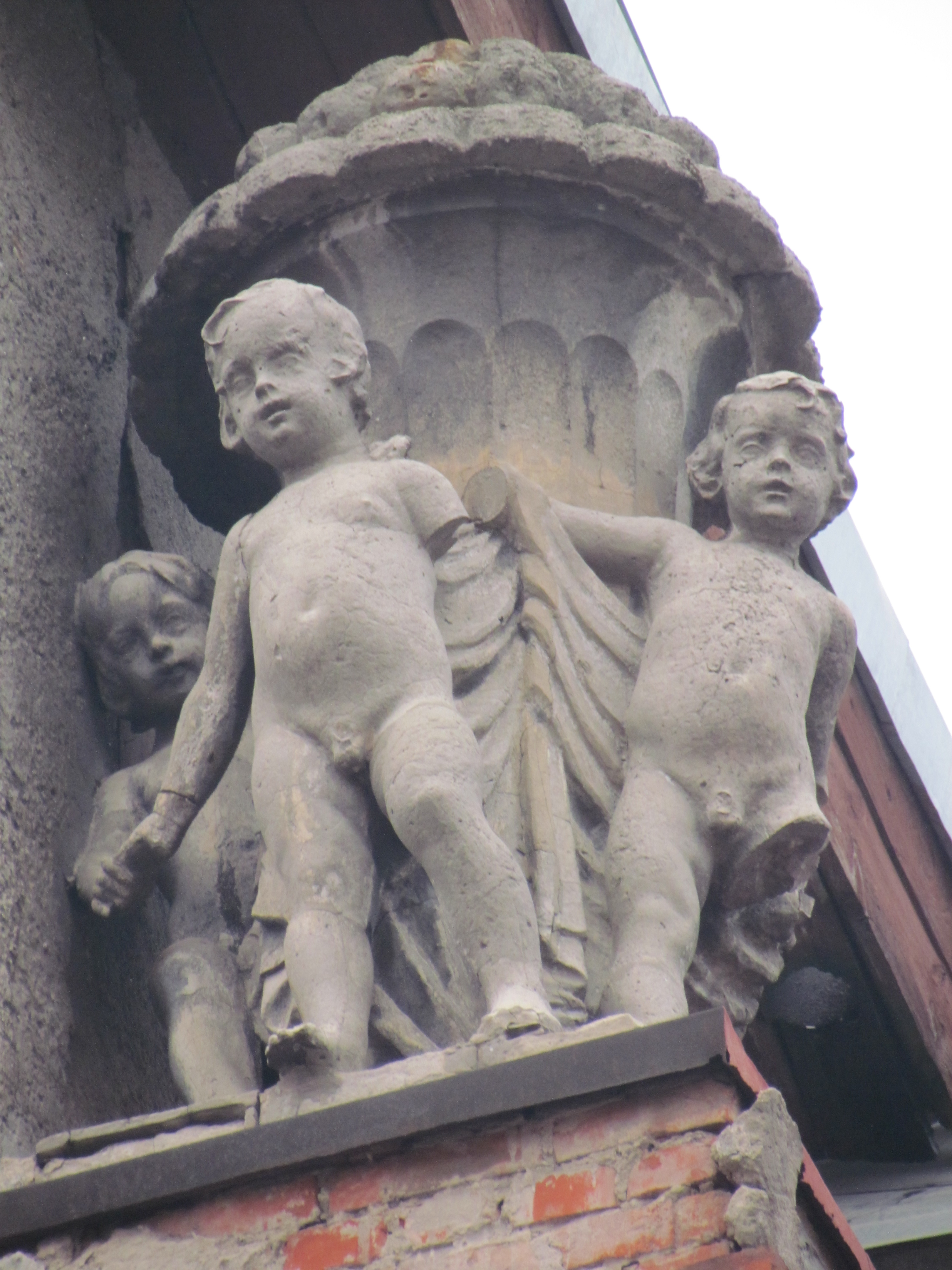
Одна з оригінальних скульптур ангелів, демонтованих у 2014 році
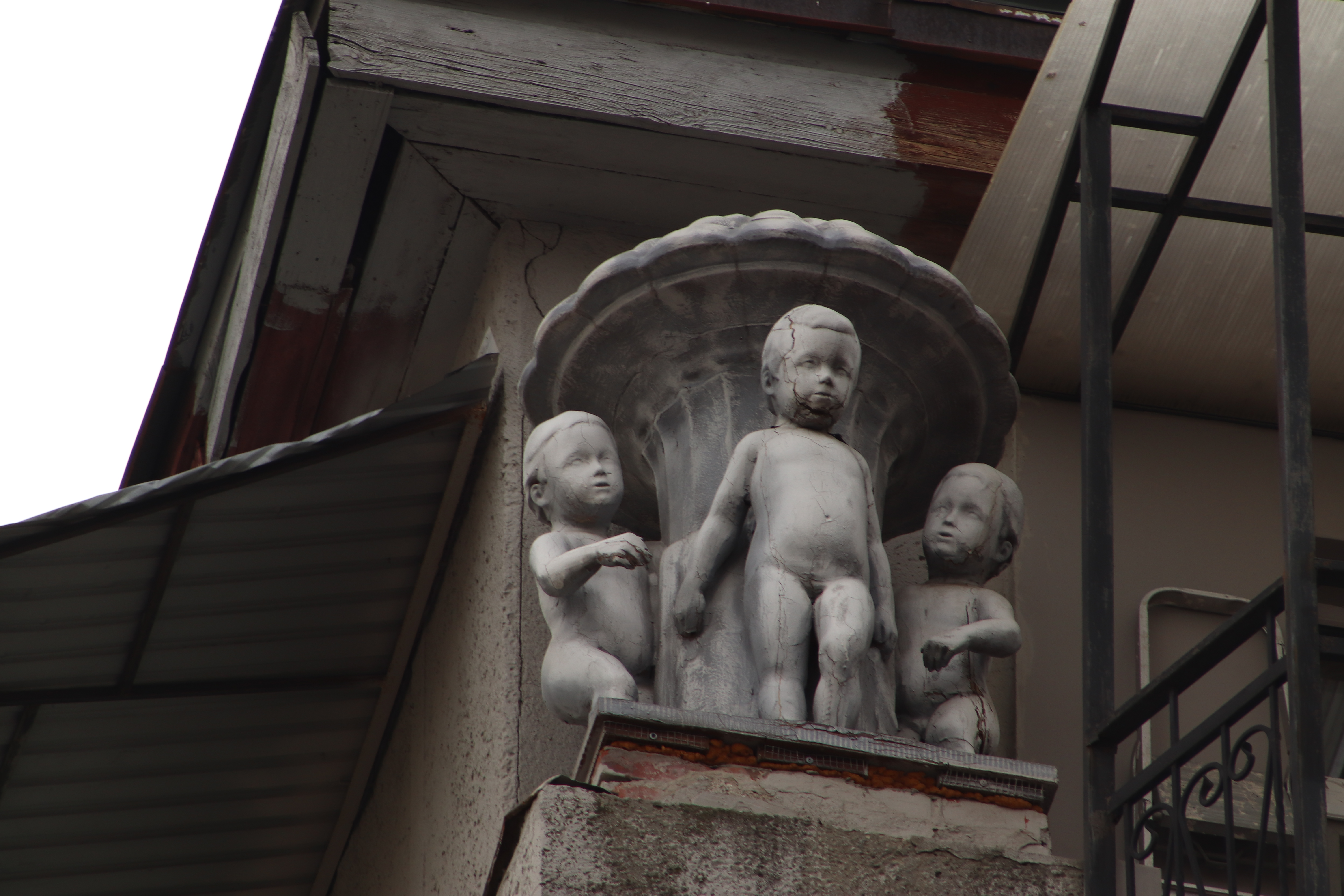
Нова скульптура ангелів
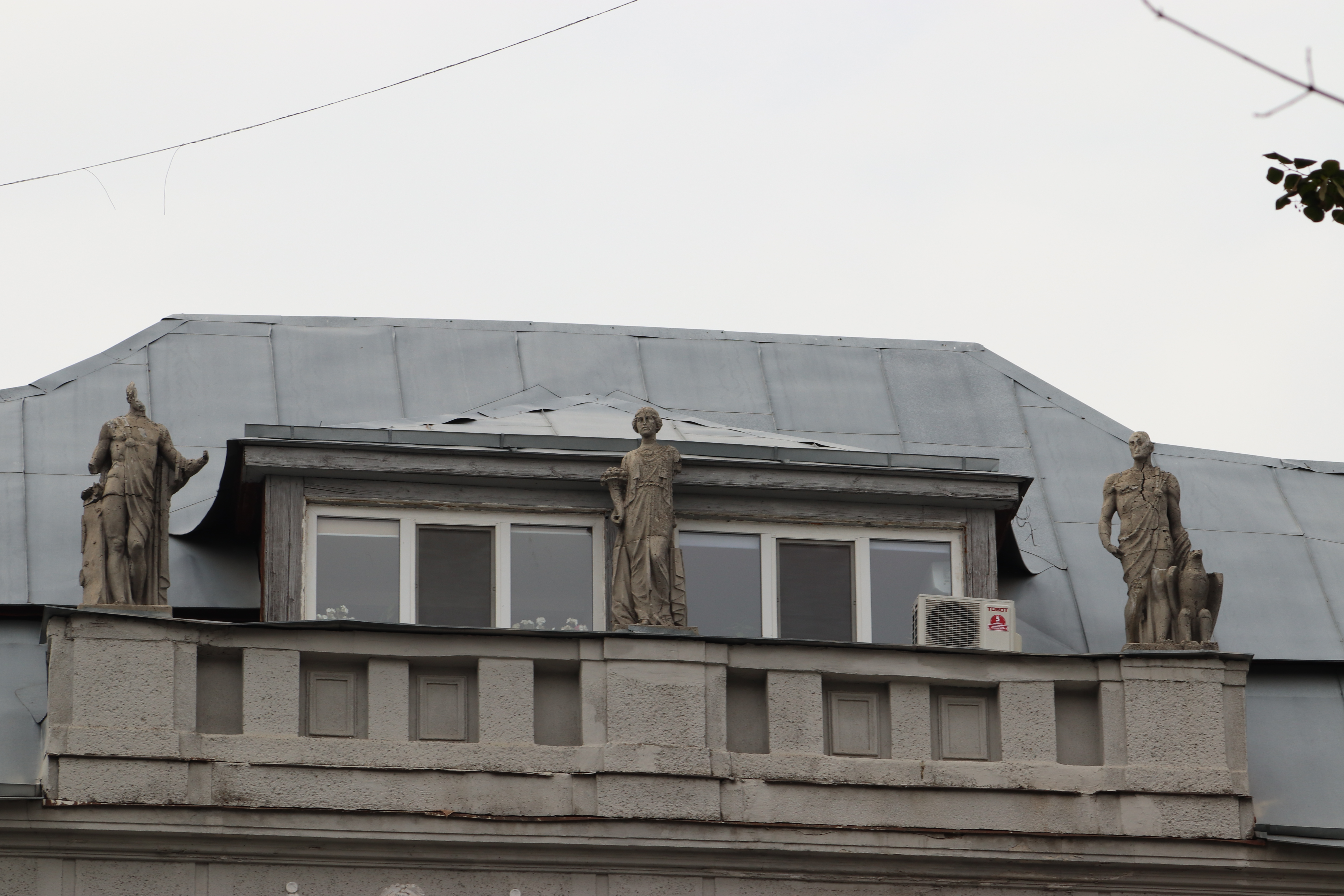
Скульптура всередині двору
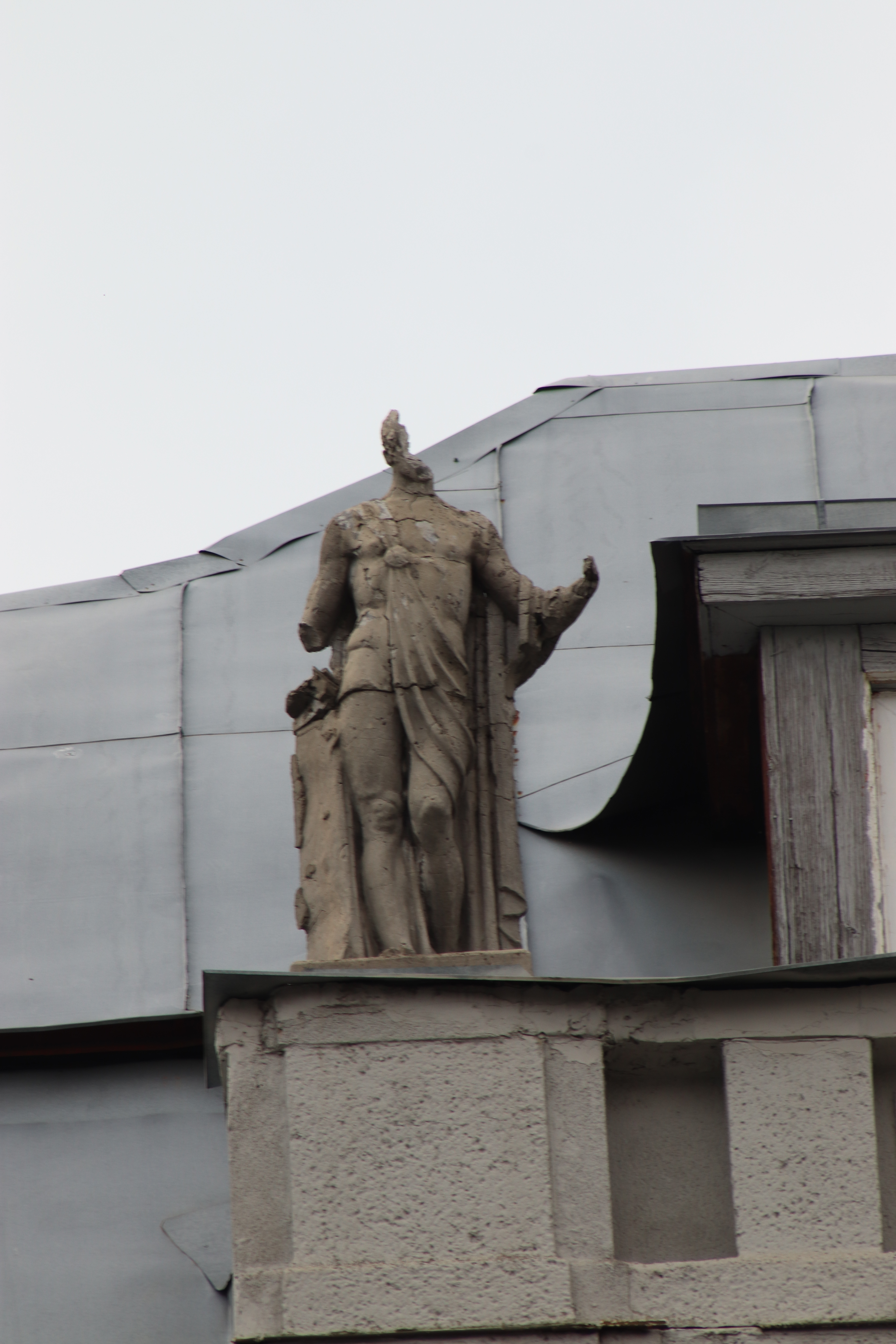
Перша скульптура
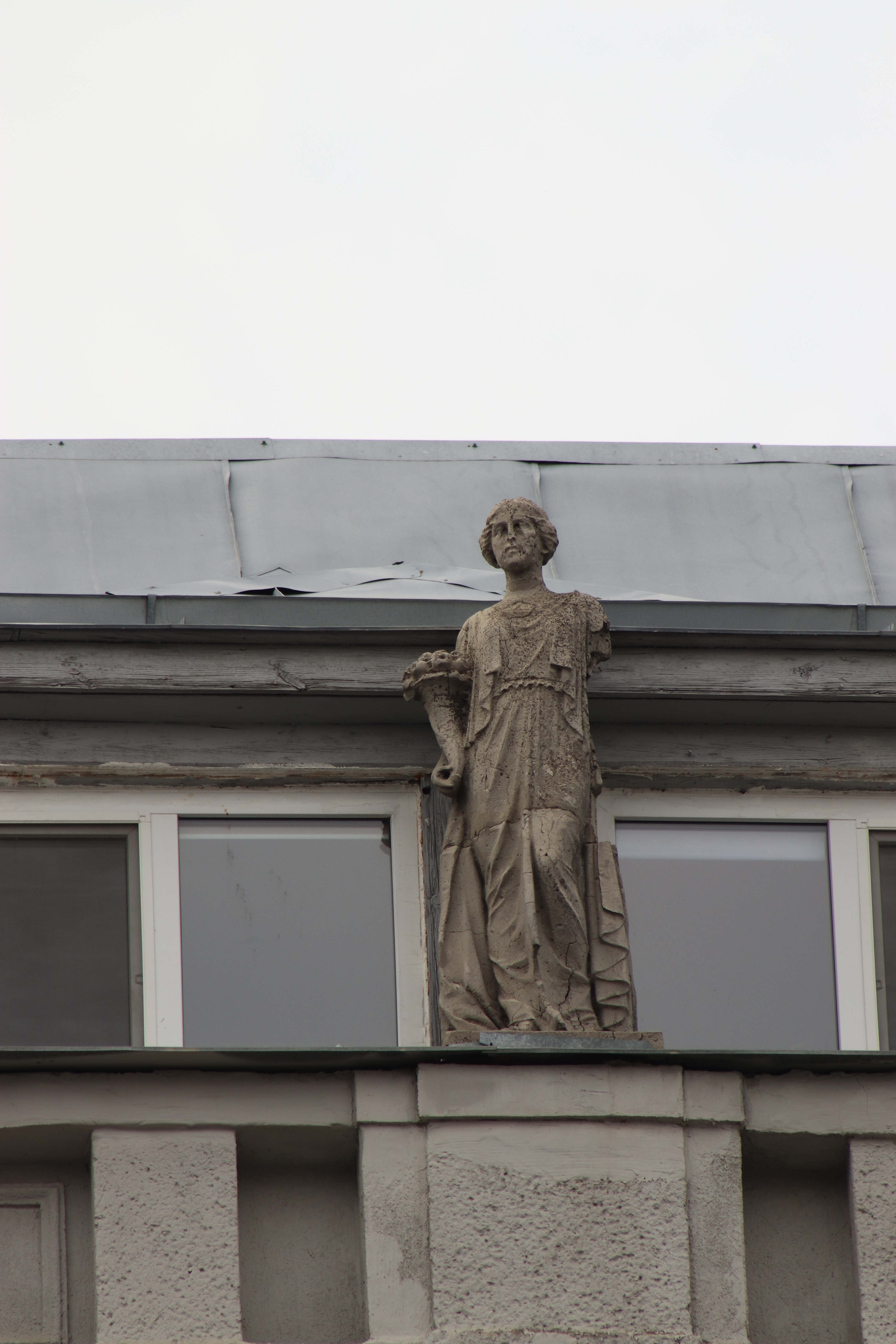
Друга скульптура
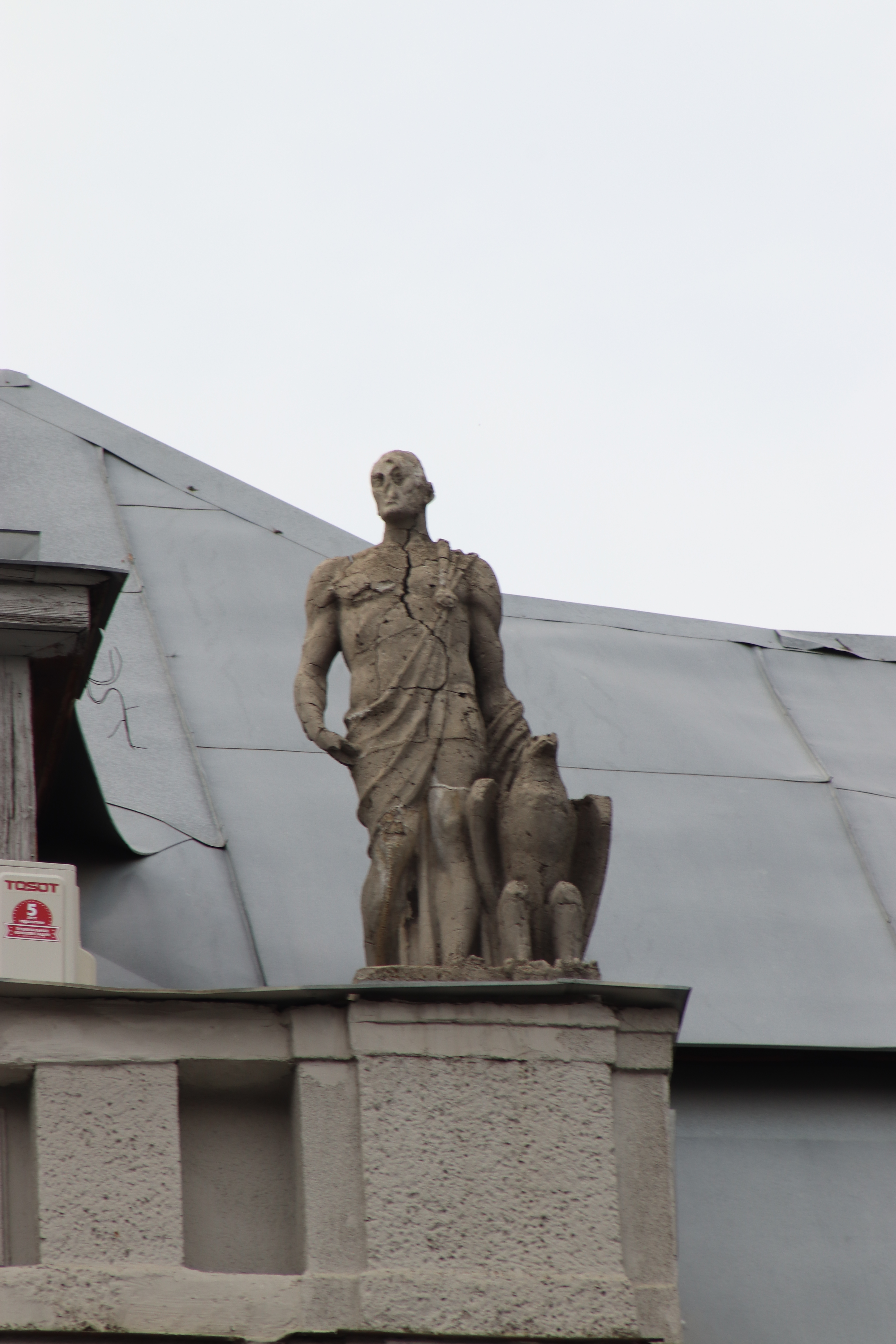
Третя скульптура
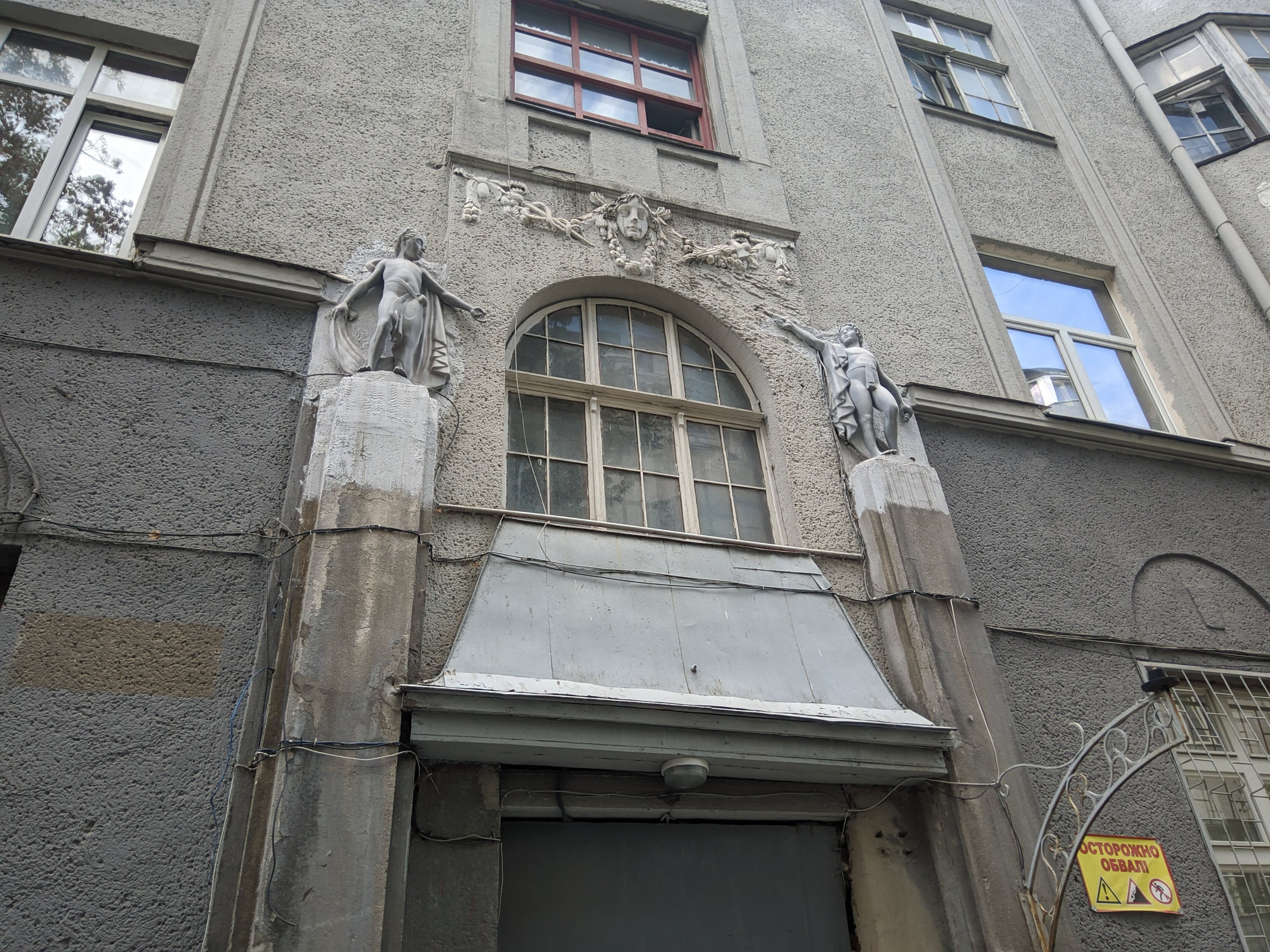
Ліпнина над одним з входів
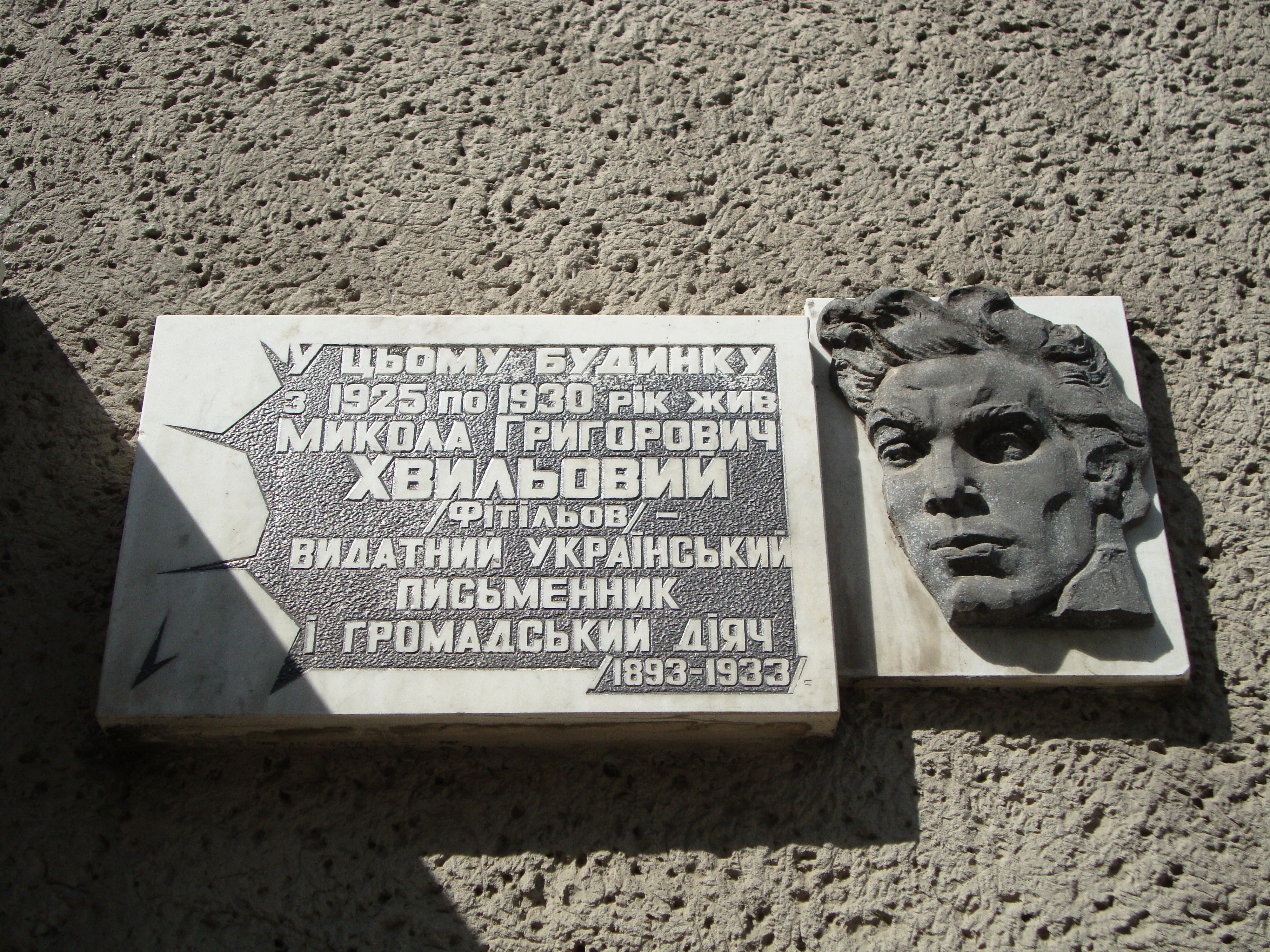
Меморіальна дошка на честь Миколи Хвильового
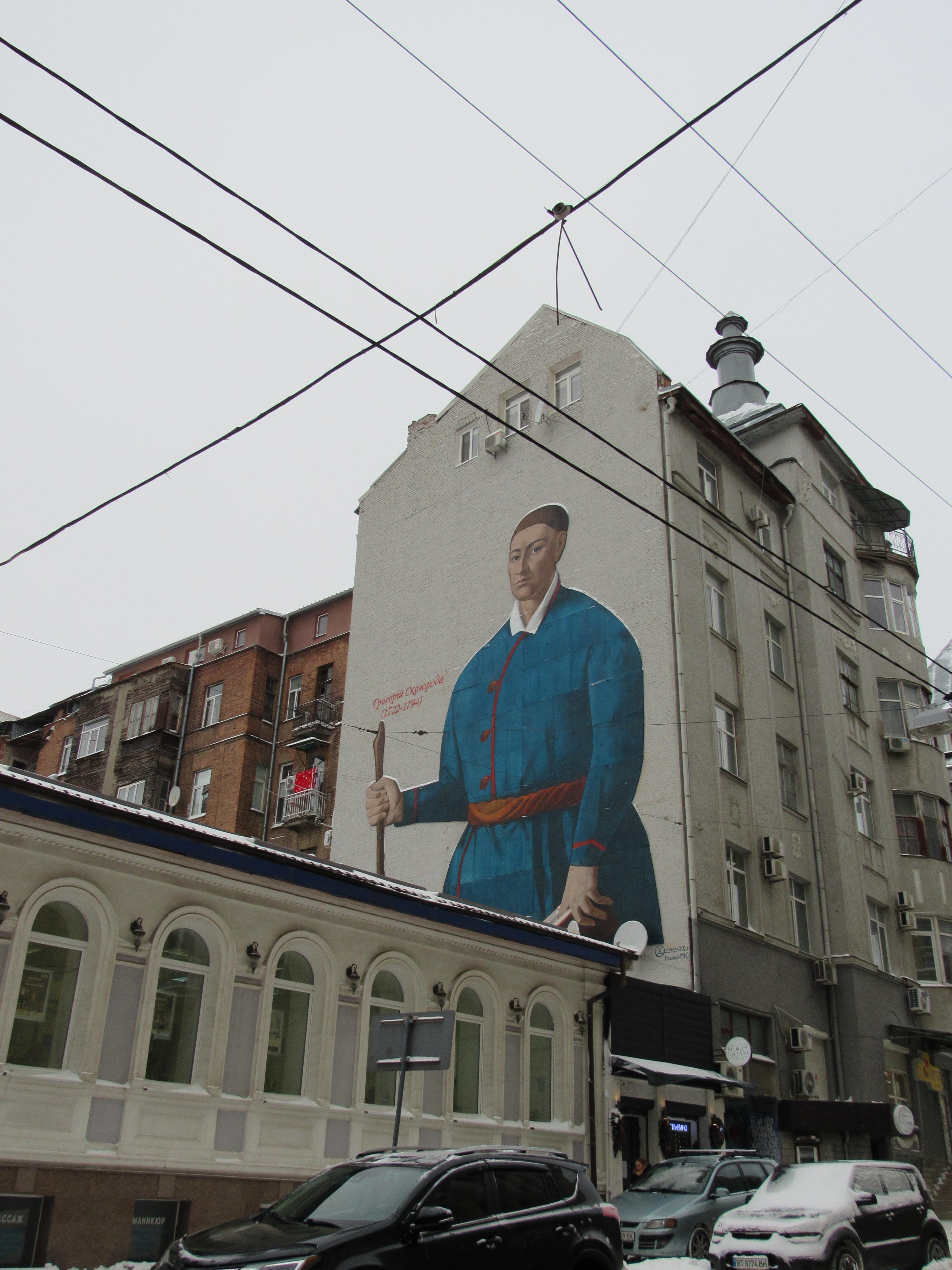
Мурал на честь Григорія Сковороди